# Karel Meduna
Karel Meduna (né le 25 mars 1897 à Radlice en Autriche-Hongrie (aujourd'hui en République tchèque) et mort le 17 octobre 1964) est un joueur de football international tchécoslovaque (tchèque), qui jouait en tant qu'attaquant.

## Palmarès
- Tchécoslovaquie Championnat de Tchécoslovaquie (1) :
  - Vainqueur : 1927-28.
  - Meilleur buteur : 1927-28 (12 buts).